# Sadachbia
Sadachbia o Sadalachbia es el nombre de la estrella γ Aquarii (γ Aqr / 48 Aquarii) en la constelación de Acuario. Aunque ostenta la denominación de Bayer «Gamma», tiene solo magnitud aparente +3,86 y es la octava estrella más brillante de la constelación. Su nombre proviene del árabe Sa'd al-Akhbiyah y significa «Estrella afortunada de las tiendas» —entendiéndose las tiendas como viviendas— aunque también ha sido interpretado como «Estrella afortunada de las cosas escondidas». 
Sadachbia es una estrella blanca de la secuencia principal de tipo espectral A0V cuya temperatura efectiva alcanza los 9500 K.
Esta clase de estrellas son bastante frecuentes entre las estrellas que se pueden observar a simple vista.
Vega (α Lyrae), Phecda (γ Ursae Majoris) y Alphecca (α Coronae Borealis) son semejantes a ella.
Su luminosidad, equivalente a 62 soles, es similar a la de cualquiera de éstas, pero su mayor distancia respecto al sistema solar, 158 años luz, hace que su magnitud visual sea menor.
Su masa es ligeramente inferior a 3 masas solares.
Sadachbia es una estrella binaria, cuya naturaleza es conocida solo por el estudio de su espectro. De la compañera estelar nada se sabe, salvo que completa una órbita cada 58 días y se mueve a una distancia respecto a la estrella principal de al menos 0,40 UA.